# Opération Hurry
Pour les articles homonymes, voir Hury.
Seconde Guerre mondiale
Batailles
1940
- Vado
- Siège de Malte
- Club Run
- Convoi Espero
- Mers el-Kébir
- Punta Stilo
- Cap Spada
- Hurry
- Cap Passero
- MB.8
- Tarente
- Détroit d'Otrante
- White
- Cap Teulada

1941
- Excess
- Convoi AN 14
- Grog
- Abstention
- Baie de La Sude
- Cap Matapan
- Îles Kerkennah
- Crète
- Galite
- Substance
- Halberd
- Convoi Duisburg
- Cap Bon
- Syrte (1941)
- Rade d'Alexandrie

1942
- Syrte (1942)
- Calendar
- Bowery
- Albumen
- Harpoon
- Vigorous
- Pedestal
- Agreement
- Torch
- Stoneage
- Sabordage de la flotte française à Toulon
- Portcullis
- Banc de Skerki
- Olterra (navire auxiliaire)
- Raid sur Alger

1943
- Zouara
- Convoi de Cigno
- Convoi de Campobasso
- Corkscrew
- Husky
- Gela
- Scylla
- Pietracorbara
- Dodécanèse
  - Rhodes
  - Leros
  - Kos
- Convoi KMF-25A

1944
- Ist
- Raid sur Santorin
- Raid sur Symi
- Port-Cros
- La Ciotat
- Île de Pag

1945
Mer Ligure
- Convois alliés
  - convois de Malte
- Campagne des U-boote
- Campagne adriatique

L'opération Hurry (précipitation, hâte) fut la première opération britannique d'une série connue sous le nom de mission Club Run. Le but de l'opération était de convoyer douze Hawker Hurricane depuis le porte-avions HMS Argus à Malte, guidés par deux Blackburn B-24 Skua.

## Contexte
Le 11 juin 1940, l'Italie commença le siège de Malte, la première étape de son plan pour prendre le contrôle de la mer Méditerranée. Ce projet consistait à bombarder ou à affamer Malte, pour la soumettre, en attaquant ses ports, ses villes ainsi que les transports alliés approvisionnant l'île.
Après plus d'un mois de bombardements, les troupes de Malte commencent à manquer de fournitures, y compris d’avions, pour repousser les assaillants. Des doutes sont émis quant à l'intérêt militaire de Malte, en considération des fournitures nécessaires à sa survie. Des voix suggèrent d'abandonner Malte avec les ressources qui lui restaient. La décision est prise de renforcer sensiblement les défenses aériennes insulaires.

## Mouvement
Entre 8 heures et 8 h 30 le 31 juillet 1940, la Force H (comprenant le HMS Ark Royal) quitte Gibraltar en direction de Malte,. Pour entraver la résistance aérienne pendant le convoyage, une attaque aérienne était prévue sur Cagliari, parallèlement à l'opération Spark, qui devait distraire les Italiens en signalant un bateau suspect au large des côtes de Minorque.
Sur le chemin, la Force H est attaquée par deux vagues d'avions ennemis. Les assauts du 1er août vers 18 heures, ont lieu au nord-ouest de la côte africaine du golfe de Bougie. Les attaques sont repoussées avec succès. Le 2 août, vers 2 h 30, neuf bombardier-torpilleurs armés de bombes et trois bombardiers emportant des mines décollent de l’Ark Royal ; en raison du mauvais temps, un avion s’écrase, tuant son équipage. Les pilotes attendent alors le lever du soleil pour décoller. L'attaque est repoussée par des tirs antiaériens nourris, mais les pilotes touchent quatre hangars, détruisant ou endommageant plusieurs appareils. Ils parviennent également à poser trois mines aux abords du port. Tous les avions, sauf un, reviennent de cette mission, la seule perte est due à un atterrissage d'urgence en territoire ennemi. L'opération Spark est qualifiée de succès.
Après l'opération, de nombreuses bâtiments de la Force H, dont le HMS Hood, le HMS Valiant, le HMS Ark Royal et le HMS Resolution, quittent la Force H pour participer à la bataille de Dakar. Tous les avions rejoignent Malte.